# Primera División 1941/42
Die Primera División 1941/42 war die elfte Spielzeit der höchsten spanischen Fußballliga. Sie startete am 28. September 1941 und endete am 5. April 1942.

## Vor der Saison
- Als Titelverteidiger ging der zweimalige Meister Atlético Aviación ins Rennen. Letztjähriger Vizemeister wurde Atlético Bilbao.
- Aufgestiegen aus der Segunda División sind Real Sociedad, Deportivo La Coruña, CD Castellón und FC Granada.

## Vereine
| Verein              | Stadt                 | Stadion                  |
| ------------------- | --------------------- | ------------------------ |
| Hércules Alicante   | Alicante              | Estadio Bardin           |
| CF Barcelona        | Barcelona             | Camp de Les Corts        |
| Español Barcelona   | Barcelona             | Estadi Sarrià            |
| Atlético Bilbao     | Bilbao                | Estadio San Mamés        |
| CD Castellón        | Castellón de la Plana | Campo del Sequiol        |
| FC Granada          | Granada               | Estadio des Los Cármenes |
| Deportivo La Coruña | La Coruña             | Estadio Riazor           |
| Real Madrid         | Madrid                | Estadio de Chamartín     |
| Atlético Aviación   | Madrid                | Estadio Metropolitano    |
| Real Oviedo         | Oviedo                | Estadio Buenavista       |
| Real Sociedad       | San Sebastián         | Estadio de Atotxa        |
| FC Sevilla          | Sevilla               | Estadio de Nervión       |
| FC Valencia         | Valencia              | Estadio Mestalla         |
| Celta Vigo          | Vigo                  | Estadio Balaídos         |

## Abschlusstabelle
Ab dieser Saison waren 14 Mannschaften vertreten.
| Pl. | Verein                  | Sp. | S  | U | N  | Tore    | Quote | Punkte |
| --- | ----------------------- | --- | -- | - | -- | ------- | ----- | ------ |
| 1.  | FC Valencia (P)         | 26  | 18 | 4 | 4  | 085:390 | 2,18  | 40:12  |
| 2.  | Real Madrid             | 26  | 14 | 5 | 7  | 065:430 | 1,51  | 33:19  |
| 3.  | Atlético Aviación (M)   | 26  | 14 | 5 | 7  | 050:440 | 1,14  | 33:19  |
| 4.  | Deportivo La Coruña (N) | 26  | 12 | 4 | 10 | 036:370 | 0,97  | 28:24  |
| 5.  | Celta Vigo              | 26  | 11 | 6 | 9  | 053:580 | 0,91  | 28:24  |
| 6.  | FC Sevilla              | 26  | 10 | 7 | 9  | 058:450 | 1,29  | 27:25  |
| 7.  | Atlético Bilbao         | 26  | 10 | 7 | 9  | 055:410 | 1,34  | 27:25  |
| 8.  | CD Castellón (N)        | 26  | 10 | 6 | 10 | 054:630 | 0,86  | 26:26  |
| 9.  | Español Barcelona       | 26  | 10 | 6 | 10 | 049:420 | 1,17  | 26:26  |
| 10. | FC Granada (N)          | 26  | 10 | 5 | 11 | 064:520 | 1,23  | 25:27  |
| 11. | Real Oviedo             | 26  | 8  | 7 | 11 | 042:630 | 0,67  | 23:29  |
| 12. | CF Barcelona            | 26  | 8  | 3 | 15 | 057:660 | 0,86  | 19:33  |
| 13. | Hércules Alicante       | 26  | 6  | 5 | 15 | 042:710 | 0,59  | 17:35  |
| 14. | Real Sociedad (N)       | 26  | 5  | 2 | 19 | 031:770 | 0,40  | 12:40  |

Platzierungskriterien: 1. Punkte – 2. Direkter Vergleich – 3. Torquotient – 4. geschossene Tore
| (M) | Spanischer Meister 1940/41                 |
| (P) | Pokalsieger 1941                           |
| (N) | Neuaufsteiger der Segunda División 1940/41 |

### Relegation
|              | Ergebnis |             |
| ------------ | -------- | ----------- |
| Real Oviedo  | 3:1      | CE Sabadell |
| CF Barcelona | 5:1      | Real Murcia |

## Kreuztabelle
| 1941/42             | FC Valencia | Real Madrid | Atlético Aviación | Deportivo La Coruña | Celta Vigo |     | Atlético Bilbao | CD Castellón | Español Barcelona | FC Granada | Real Oviedo | FC Barcelona | Hércules Alicante | Real Sociedad |
| ------------------- | ----------- | ----------- | ----------------- | ------------------- | ---------- | --- | --------------- | ------------ | ----------------- | ---------- | ----------- | ------------ | ----------------- | ------------- |
| FC Valencia         |             | 3:1         | 0:1               | 2:0                 | 7:3        | 8:1 | 1:1             | 6:2          | 2:1               | 5:0        | 5:2         | 4:2          | 7:1               | 6:0           |
| Real Madrid         | 5:3         |             | 4:1               | 3:0                 | 2:3        | 0:2 | 3:2             | 9:1          | 1:1               | 5:2        | 1:1         | 4:3          | 2:1               | 6:4           |
| Atlético Aviación   | 3:0         | 2:0         |                   | 0:0                 | 2:0        | 0:0 | 2:2             | 4:4          | 2:0               | 3:0        | 0:2         | 5:4          | 5:1               | 5:1           |
| Deportivo La Coruña | 0:3         | 1:0         | 2:1               |                     | 4:0        | 2:1 | 2:1             | 2:1          | 2:0               | 1:4        | 1:0         | 1:0          | 3:1               | 3:0           |
| Celta Vigo          | 3:3         | 2:4         | 0:2               | 2:1                 |            | 1:1 | 3:0             | 1:2          | 4:3               | 3:3        | 2:1         | 1:0          | 4:1               | 6:1           |
| FC Sevilla          | 4:1         | 2:2         | 1:0               | 2:2                 | 2:2        |     | 2:1             | 4:1          | 6:0               | 3:0        | 10:0        | 1:2          | 7:2               | 1:0           |
| Atlético Bilbao     | 2:3         | 1:0         | 6:0               | 0:0                 | 10:0       | 1:1 |                 | 2:2          | 2:4               | 1:0        | 2:0         | 6:3          | 2:2               | 4:1           |
| CD Castellón        | 2:2         | 0:3         | 2:4               | 1:0                 | 0:3        | 1:1 | 4:0             |              | 2:0               | 3:2        | 4:0         | 1:1          | 4:0               | 5:0           |
| Español Barcelona   | 0:1         | 0:0         | 5:0               | 1:2                 | 3:1        | 3:1 | 1:1             | 2:3          |                   | 1:1        | 1:1         | 5:2          | 2:0               | 8:0           |
| FC Granada          | 1:2         | 3:1         | 0:1               | 4:1                 | 1:1        | 3:2 | 1:3             | 7:3          | 4:0               |            | 8:0         | 6:0          | 7:2               | 3:1           |
| Real Oviedo         | 1:1         | 2:2         | 2:3               | 1:1                 | 2:1        | 4:0 | 2:1             | 4:4          | 1:3               | 3:1        |             | 1:1          | 2:0               | 3:1           |
| CF Barcelona        | 2:4         | 0:2         | 5:1               | 2:1                 | 0:2        | 6:2 | 1:2             | 3:1          | 1:2               | 4:0        | 6:3         |              | 4:4               | 4:2           |
| Hércules Alicante   | 1:3         | 1:2         | 2:2               | 4:2                 | 1:3        | 1:0 | 3:1             | 0:1          | 1:1               | 2:2        | 4:1         | 3:1          |                   | 3:1           |
| Real Sociedad       | 0:3         | 2:3         | 1:2               | 3:2                 | 2:2        | 2:1 | 0:1             | 3:0          | 1:2               | 1:1        | 0:3         | 2:0          | 2:1               |               |

## Nach der Saison
- 1. – FC Valencia – Meister

Absteiger in die Segunda División
- 13. – Hércules Alicante
- 14. – Real Sociedad

Aufsteiger in die Primera División
- Betis Sevilla
- Real Saragossa

## Pichichi-Trophäe
Die Pichichi-Trophäe wird jährlich für den besten Torschützen der Spielzeit vergeben.
| Pl. | Nat.         | Spieler         | Verein      | Tore |
| --- | ------------ | --------------- | ----------- | ---- |
| 1   | Spanien 1938 | Mundo           | FC Valencia | 27   |
| 2   | Spanien 1938 | César Rodríguez | FC Granada  | 23   |
| 2   | Spanien 1938 | Manuel Alday    | Real Madrid | 23   |

## Die Meistermannschaft des FC Valencia
(Spieler mit mindestens 4 Einsätzen wurden berücksichtigt; in Klammern sind die Spiele und Tore angegeben)
| 1.          | FC Valencia |
| FC Valencia | - Tor: Ignacio Eizaguirre (11/-); Pio (15/-) - Abwehr: Onofre Lerma (4/-); Álvaro Pérez (23/-); Juan Ramón (26/-) - Mittelfeld: Inocencio Bertolí (23/-); Carlos Iturraspe (24/-); Lelé (14/1); Vicente Sierra (13/-) - Sturm: Vicente Asensi (24/15); Epi Fernández (26/11); Guillermo Gorostiza (24/20); Amadeo Ibáñez (24/8); Mundo (25/27) - Trainer: Ramón Encinas |